# Wings Of Steel
Wings Of Steel es el vigesimoprimer álbum de la banda galesa Werewolf, 

## Lista de canciones
Todas las canciones escritas por la banda, menos la pista seis que fue escrita por Harry Nilsson.

| N.º | Título               | Duración |  |
| 1.  | «Wings Of Steel»     | 4:46     |  |
| 2.  | «Hard Machine»       | 3:03     |  |
| 3.  | «Stil Killing»       | 3:55     |  |
| 4.  | «2 Minutes To Die»   | 3:40     |  |
| 5.  | «Thinking»           | 4:40     |  |
| 6.  | «Lilly»              | 3:44     |  |
| 7.  | «Crossing The Ocean» | 4:19     |  |